# San José (Atenas)
San José è un distretto della Costa Rica facente parte del cantone di Atenas, nella provincia di Alajuela.